# Jämställdhetsombudsmannen (Finland)
Jämställdhetsombudsmannen är en finländsk statlig myndighet i anslutning till social- och hälsovårdsministeriet med uppgift att övervaka att jämställdhetslagen följs, i synnerhet förbudet mot diskriminering och förbudet mot diskriminerande annonsering. Jämställdhetsombudsmannens ämbete inrättades 1 januari 1987 i samband med att jämställdhetslagen trädde i kraft.

## Uppgifter
Jämställdhetsombudsmannen främjar genom lagförslag, anvisningar och råd att lagens syfte uppfylls, följer jämställdheten mellan könen inom samhällets olika sektorer samt informerar om jämställdhetslagen och dess tillämpning. Utlåtande över om diskriminering har ägt rum kan begäras av jämställdhetsombudsmannen. Jämställdhetsombudsmannen har rätt att utföra inspektioner på arbetsplatser och vid behov få de uppgifter som behövs för tillsynen. Jämställdhetsombudsmannen utnämns av Statsrådet för viss tid, dock högst för fem år åt gången. 
Jämställdhetslagen övervakas förutom av jämställdhetsombudsmannen av diskriminerings- och jämställdhetsnämnden (tidigare jämställdhetsnämnden) till vars uppgifter hör bland annat att ge utlåtanden till domstolen i ärenden som gäller erläggande av gottgörelse enligt jämställdhetslagen samt beslut om att vite skall betalas.

## Jämställdhetsombudsmän
Jämställdhetsombudsmannens ämbete har utförts av följande personer:
- Paavo Nikula 1987–1991
- Tuulikki Petäjäniemi 1991–1994
- Pirkko Mäkinen 1995–2002
- Päivi Romanov 2002–2007
- Pirkko Mäkinen 2007–2016
- Jukka Maarianvaara 2017−2022
- Rainer Hiltunen 2023−

### Uppslagsverk
- Jämställdhetsombudsmannen i Uppslagsverket Finland (webbupplaga, 2012). CC-BY-SA 4.0